# Chamissoplatz

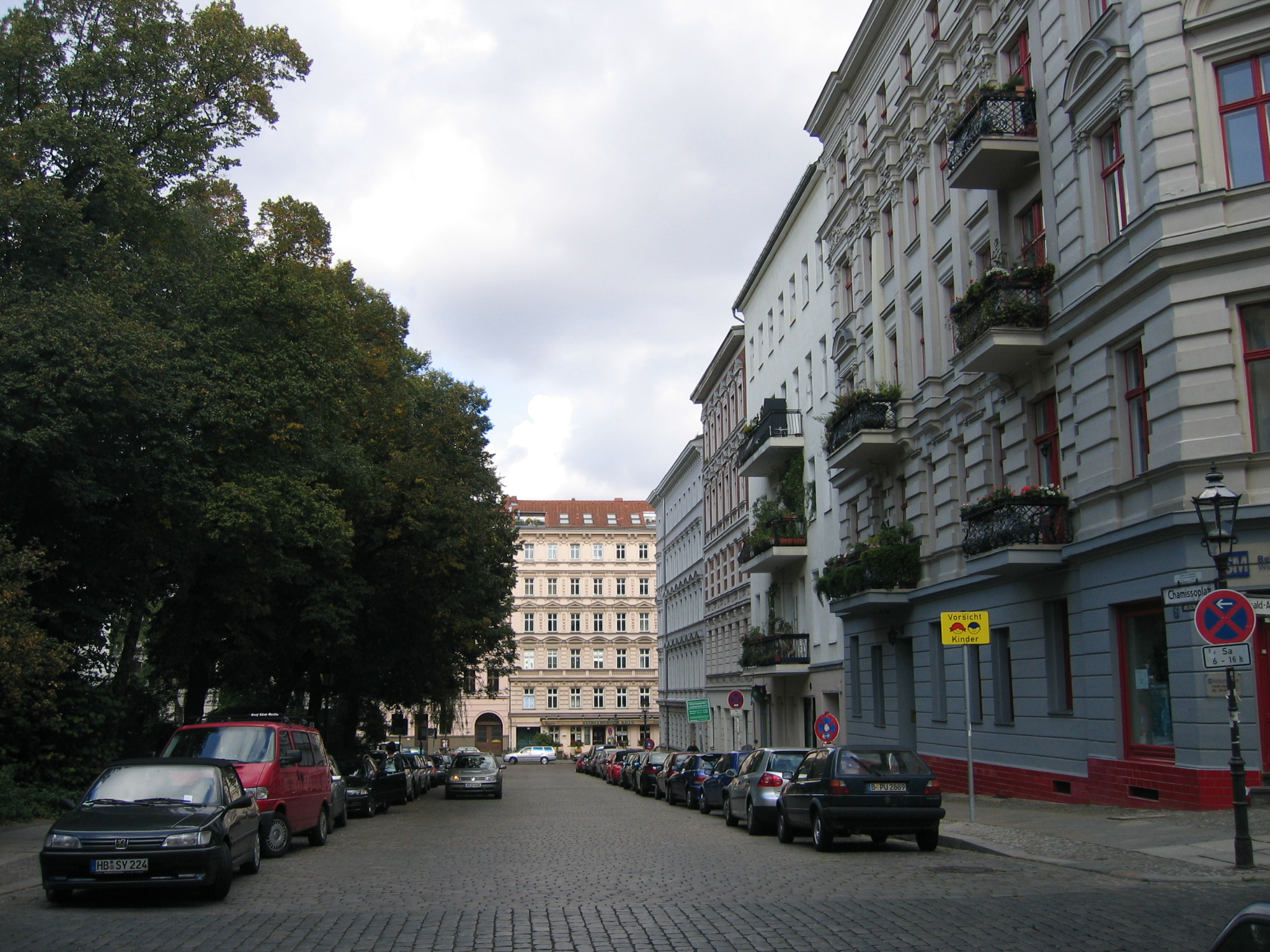
Chamissoplatz, photo orientée nord

La Chamissoplatz (place Chamisso) est une place de Berlin. Elle tient son nom d'Adelbert von Chamisso. Elle se trouve entre les rues Willibald-Alexis et Arndtstrasse dans une vieille partie résidentielle du quartier de Kreuzberg, à proximité de l'aéroport de Tempelhof au sud et de la célèbre rue Bergmannstrasse au nord.
Les Berlinois appellent cette partie de Kreuzberg "Chamissokiez", Kiez Chamisso.
La partie intérieure arborée de la place Chamisso est une aire de jeu pour les enfants du voisinage. Chaque samedi matin, un marché a lieu sur son côté est. On y trouve des produits bio venant du Brandebourg.
Chaque année en juin, lors de la fête de la Bergmannstrasse, une tente est montée sur la place. Les chefs cuisiniers de Kreuzberg y proposent (à des prix plus abordables que dans leurs restaurants) des plats de leur création, à déguster sur place.
La place est un lieu de visite privilégié par les touristes, car elle présente un exemple rénové et homogène de l'architecture de la Gründerzeit. Sa situation, dans le "Chamissokiez" aux rues pavées et aux multiples restaurants et cafés, invite à s'arrêter. Elle est parfois choisie comme décor de tournage pour représenter le vieux Berlin. L'ensemble de la place Chamisso et les rues adjacentes sont protégés comme monuments historiques.
Les environs sont appréciés par les étudiants, travailleurs indépendants, artisans et artistes. Comme l'ensemble de Kreuzberg, ce Kiez compte traditionnellement une forte proportion de résidents turcs ou d'origine turque.
La population, mélangée, est cependant confrontée à une forte augmentation des prix à la location (ralentie dans le passé par les lois relatives à la spéculation immobilière). Des immeubles du quartier étant achetés à des fins de spéculation et rénovés, leurs occupants sont "incités à" ou forcés de déménager. L'augmentation des hébergements pour touristes est également mise en cause. Des habitants s'inquiètent de la gentrification qui menace la diversité sociale et culturelle de la population et veulent préserver le caractère vivant du "Kiez".

## Source
- (de) Cet article est partiellement ou en totalité issu de l’article de Wikipédia en allemand intitulé « Chamissoplatz » (voir la liste des auteurs).